# Podhájí (Blovice)
Podhájí je chatová osada mezi městem Blovice a obcí Zdemyslice v okrese Plzeň-jih.
Osada se nachází u kóty 440 Rohatá skála a u kóty 434 V hájích, na východě protéká Podhrázský potok, do kterého se vlévá Únětický potok.

## Dopravní situace
Západem prochází silnice III. třídy (Seč - Zdemyslice), východem železniční trať č. 191 (Plzeň - České Budějovice), na které se nachází i železniční přejezd. Skrz pak prochází modrá turistická trasa a naučná stezka "Blovickem pěšky i na kole". Osada není napojena na vodovod ani na kanalizaci.